# Журавица (остановочный пункт)
Журавица или Журавица-Пассажирская (пол. Żurawica, Żurawica Osobowa) — остановочный пункт в селе Журавица в гмине Журавица, в Подкарпатском воеводстве Польши. Имеет 1 платформу и 1 путь.
Остановочный пункт на ведущей к польско-украинской границе железнодорожной линии Краков-Главный — Медыка.